# 篠崎彩奈
篠崎 彩奈（しのざき あやな、1996年〈平成8年〉1月8日 - ）は、日本のアイドル、タレント、女優で、女性アイドルグループ・AKB48の元メンバー。埼玉県出身。OMG所属。愛称は「あやなん」。

## 略歴
2011年9月、AKB48の第13期生オーディションで最終審査33名の中に入り、同年12月8日の『AKB48結成6周年記念公演』において、オーディション合格者16名の中の一人として初お披露目。2012年8月4日、第六回セレクション審査に合格し13期研究生となる。
2013年8月24日、『AKB48 真夏のドームツアー〜まだまだ、やらなきゃいけないことがある〜』の東京ドーム公演において、峯岸みなみ率いるチーム4のメンバーに昇格。同年秋には週刊ヤングジャンプで初の単独グラビアを飾っている。
2015年3月26日、『AKB48 春の単独コンサート〜ジギソー未だ修行中!〜』（さいたまスーパーアリーナ）で発表された組閣人事において、峯岸と共にチームKに移籍することを発表。同年9月1日から新チーム体制での劇場公演を開始したが、2016年6月16日、バセドウ病と診断され、治療のため当面の間劇場公演を休演することを発表。その間、舞台『悪役令嬢後宮物語』の出演を経て、同年11月21日の『小嶋陽菜「好感度爆上げ」公演』でAKB48劇場のステージに復帰した。
2017年12月8日、『AKB48 結成12周年記念公演』にて行われた組閣人事においてチームAに異動することが発表され、翌2018年4月から新体制に移行した。
2020年1月3日、AKSからサン・オフィスに移籍したことを発表。同年5月には湘南ベルマーレのPR大使就任を、自身の冠番組「あやなんの映える街ぶら」にて発表。
2021年、DH所属になる。同年12月8日、『AKB48劇場16周年特別記念公演』で行われた組閣人事において、浅井七海率いるチームBに異動することが発表された。12月20日、自身のSNSにて、エンタメDX事業やマネジメント業務を行うOMG合同会社へ移籍することを発表。併せて、公式サイト「SHINOZAKI AYANA〜篠崎彩奈オフィシャルサイト」を開設した。
2022年1月28日に初のDVD作品となる「Decade with you」を発売。
2023年5月1日、AKB48メンバーによるソロファンクラブプロジェクトの第一弾メンバーとして、同日よりソロファンクラブを開設。
同年6月7日にYouTubeに個人チャンネルを開設した。 
2023年11月2日、AKB48劇場で行われた「僕の太陽」公演においてAKB48からの卒業を発表した。2024年2月10日の卒業公演をもってAKB48を卒業した。
2024年4月17日、ファースト写真集『いろどり』を発売。

## 人物
- 兄が2人いる。2019年8月14日放送の『AKBINGO!』（日本テレビ系）に兄2人が登場した際、「幼い頃は意地悪ばかりして毎日泣かされていた」と述懐している[22]。
- 多数の資格を所持しており、2020年12月に食生活アドバイザー検定3級・2級[23]、2022年8月に実用毛筆書士認定試験3級[24]、2025年3月にファイナンシャル・プランニング技能検定2級[25]の合格および資格取得を報告している。

### AKB48
- キャッチフレーズは「『なん』は『なん』でも、可愛い『なん』ってなーんだ?（あやなん!）あやなんこと篠崎彩奈です」[26]。
- 同じ埼玉県出身の小嶋陽菜を憧れとしている。先述の好感度爆上げ公演で劇場復帰した際は、ノースリーブスの『Relax!』[注 2]を小嶋、峯岸と共に歌唱しており[注 3]、「AKBに入って一番緊張した」と自身のツイッターでコメントしている[27]。
- AKB48の選抜総選挙では、2016年[注 4]から2018年[注 5]までの3年連続で94位にランクインしており、「94という数字に縁がある」とコメントしている[28]。
- 2019年12月9日放送の『有吉ゼミ』（日本テレビ）で、岩本輝雄が牛肉麺を食している映像の横で、「岩本 今のイチ推し♡」として篠崎が紹介された。しかし、岩本が考案した特別公演『青春はまだ終わらない』[注 6]に篠崎は出演していない。

## AKB48での参加楽曲

### シングル選抜楽曲
- 「ギンガムチェック」に収録
  - あの日の風鈴 - 「ウェイティングガールズ」名義
- 「UZA」に収録
  - 大人への道 - 「研究生」名義
- 「永遠プレッシャー」に収録 
  - 私たちのReason
- 「So long !」に収録 
  - 強い花 - 「AKB48 研究生」名義
- 「さよならクロール」に収録 
  - LOVE修行 - 「AKB48 研究生」名義
- 「恋するフォーチュンクッキー」に収録 
  - 青空カフェ
- 「ハート・エレキ」に収録 
  - 清純フィロソフィー - 「Team 4」名義
- 「前しか向かねえ」に収録
  - 秘密のダイアリー - 「Baby Elephants」名義
- 「ラブラドール・レトリバー」に収録 
  - ハートの脱出ゲーム　- 「Team 4」名義
- 「希望的リフレイン」に収録 
  - Ambulance - 「ゆり組」名義
  - 目を開けたままのファーストキス - 「Team 4」名義
  - Reborn - 「チームサプライズ」名義
- 「ハロウィン・ナイト」に収録
  - 君だけが秋めいていた - 「アップカミングガールズ」名義
- 「唇にBe My Baby」に収録 
  - お姉さんの独り言 - 「Team K」名義
- 「翼はいらない」に収録 
  - 哀愁のトランペッター - 「Team K」名義
- 「Teacher Teacher」に収録 
  - ロマンティック準備中 - 「Team A」名義
- 「センチメンタルトレイン」に収録 
  - 波が伝えるもの - 「第10回世界選抜総選挙記念枠」名義
- 「NO WAY MAN」に収録
  - 夢へのプロセス - 「AiKaBu選抜」名義
  - 耳を塞げ! - 「チームナイスファイト」名義
- 「失恋、ありがとう」に収録 
  - また会える日まで
- 「根も葉もRumor」に収録
  - 離れていても
  - ブラックジャガー  - 「First Generation」名義
- 「元カレです」に収録
  - ヤラカソウ - 「Team B」名義
- 「久しぶりのリップグロス」に収録
  - Sugar night - 「SHOWROOM選抜」名義
- 「どうしても君が好きだ」に収録
  - 寝たふり - 「お料理選抜デザート部」名義
- 「アイドルなんかじゃなかったら」に収録
  - In any way - 「Universe Girls」名義

### アルバム収録楽曲
- 『1830m』に収録
  - さくらんぼと孤独 - 「研究生」名義
  - 青空よ 寂しくないか? - 「AKB48+SKE48+NMB48+HKT48」名義
- 『次の足跡』に収録
  - チーム坂 - 「Team 4」名義
- 『ここがロドスだ、ここで跳べ!』に収録 
  - ここがロドスだ、ここで跳べ！
  - 涙は後回し - 「峯岸Team 4」名義
- 『0と1の間』に収録
  - 愛の使者 - 「Team K」名義

### 劇場公演ユニット曲
チームB 5th Stage「シアターの女神」
- ロマンスかくれんぼ（前座ガール）

チームK 6th Stage「RESET」
- 檸檬の年頃（前座ガールズ）

研究生公演「僕の太陽」
- アイドルなんて呼ばないで
- 向日葵

研究生公演「RESET」
- 逆転王子様

研究生公演「パジャマドライブ」
- 天使のしっぽ
- パジャマドライブ

峯岸チーム4「手をつなぎながら」公演
- ウィンブルドンへ連れて行って

峯岸チーム4「アイドルの夜明け」公演
- アイドルの夜明け（担当楽器：グロッケン）
- 残念少女

田原総一朗「ド～なる?!ド～する?!AKB48」公演
- 純愛のクレッシェンド（チームA 4th Stage「ただいま恋愛中」、高橋みなみのポジション）

峯岸チームK「最終ベルが鳴る」公演
- リターンマッチ
- 初恋泥棒
- おしべとめしべと夜の蝶々

小嶋陽菜「好感度爆上げ」公演
- Relax!
- スカート、ひらり（伊豆田莉奈のユニットアンダー）
- 制服が邪魔をする（峯岸みなみのユニットアンダー）

「僕の太陽」リバイバル公演（2016年開始）
- アイドルなんて呼ばないで（田北香世子のユニットアンダー）

岡部チームA「目撃者」公演
- 腕を組んで
- ☆の向こう側

「サムネイル」公演
- ひび割れた鏡

「僕の太陽」リバイバル公演（2021年開始）
- アイドルなんて呼ばないで
- 愛しさのdefence

## 作品

### 映像作品
| 発売日        | タイトル        | レーベル   | 規格 |
| ------------- | --------------- | ---------- | ---- |
| 2022年1月28日 | Decade with you | リバプール | DVD  |

## 出演

### テレビ番組
- PRODUCE 48（2018年6月15日 - 8月19日、Mnet / BSスカパー!）
- あやなんの映える街ぶら（2020年4月4日未明 - 9月25日、テレビ神奈川） - MC

### テレビドラマ
- メディウムダイバー ブレイクダウン（2022年4月7日 - 5月12日、千葉テレビ）- 主演・校倉和子(コードネームY) 役[32]
- AKB48の歌 第5話・第6話「大声ダイヤモンド」（2022年6月18日・25日、ひかりTVチャンネル） - 杉浦彩奈 役[33]
- 失踪人捜索班 消えた真実 最終回（2025年6月6日、テレビ東京） - 記者 役[34]

### 映画
- 春〜SPRING〜（2016年11月18日、ナキフェス：プレミアホール横浜にて上映）[35]
- ホラーちゃんねる 心霊スポット（2023年12月8日、モバコン）監督:大橋孝史・望月元気 ※7作品からなるオムニバス最恐ホラー映画[36]
- 鈍色ショコラヴィレ ビエンナーレ（2024年2月16日、モクカ）監督:金森正晃 - 『森の青空』舞 役[37][38][39]
- 春の香り（2025年3月14日、ポルトレ）監督：丹野雅仁 - 藤森優香 役[40]
- 6人ぼっち（2025年5月2日、ギグリーボックス）監督：宗綱弟 - あゆみ 役[41][42]
- 囁きの河（2025年7月11日、渋谷プロダクション） - 中川樹里 役[43]

### ラジオ
- オレたちゴチャ・まぜっ!〜集まれヤンヤン〜（2022年4月23日 - 2023年4月16日、MBSラジオ） - ヤンヤンガールズ14期生

### 舞台
- マジックトレードセンター（2016年4月14日 - 18日、シアター風姿花伝）[44]
- UBUGOE～Voice of Comedy Vol.11～（2016年5月3日、東京芸術劇場 シアターウエスト）[45]
- 悪役令嬢後宮物語（2016年9月28日 - 10月2日、サンモールスタジオ） - 主演・シェイラ・カレルド 役[注 7]
- 劇団TEAM-ODAC 第28回本公演「猫と犬と約束の燈」再演（2018年2月7日 - 12日、草月ホール） - 古家野美紀 役[注 8]
- パン・プランニング「スポットライト（BACK STAGE STORY）～2018」（2018年12月5日 - 9日、築地本願寺ブディストホール） - 綾 役[47]
- ネーチャンズ★8（2019年2月19日 - 24日、築地本願寺ブディストホール） - 主演・宝田結 役[48]
- 初恋タロー20周年記念舞台「お笑い家族」（2020年2月12日 - 16日、浅草九劇） - うらら 役[49]
- ILLUMINUS 朗読劇「花嫁は雨の旋律」/「わたしのエイリアン」（2020年5月、配信上演） - 主演・片山雨 役[50]
- ホテル アヴニール（2020年12月9日 - 13日、Mixalive TOKYO Theater Mixa）[51][52][53]
- Uzume 第7回公演「誰かも知らない。」（2022年4月13日 - 17日、シアター・アルファ東京） - 主演・相田未来 役[54][55][56]
- レイザーマーガレット〜エピソード0〜（2022年4月27日 - 5月1日、 シアターグリーン BIG TREE THEATER） - 汐魅レイラ 役[57]
- 正義ノ嘘人（2022年7月15日 - 24日、 シアターサンモール） - ヒロイン・清川ヒカリ 役[58][59]
- 天才劇団バカバッカ Vol.24「DADDY WHO?」（2022年10月29日 - 30日、西鉄ホール / 11月5日 - 6日、栗東芸術文化会館さきら 中ホール / 11月19日 - 20日、生活支援型文化施設 コンカリーニョ） - 緑川君枝 役[60][61]
- 初恋タローとコントしよまいin愛知（2023年4月22日、大須演芸場 / 4月29日、配信上演）[62][63]
- 舞台「転生したらスライムだった件」（2023年8月3日 - 5日、メルパルクホール大阪 / 8月11日 - 14日、日本青年館ホール） - シュナ 役[64]
- 劇団マカリスター 第11回本公演「僕は君にぞくぞくしている」（2024年10月23日 - 29日、下北沢駅前劇場）[65]

### ネット配信
- 令和2年オンライン飲み会やってみた（2020年5月30日配信開始、全10話、style office公式YouTubeチャンネル） - ユーキ 役[66]
- 私が獣になった夜〜好きになっちゃいけない〜 第3話（2022年3月31日、ABEMA）- 主演・典子 役[67]

### 広告・イメージキャラクター
- 湘南ベルマーレ PR大使（2020年10月15日 - ）[68]
- モデルプレス 「ミスモデルプレス・ミスターモデルプレスオーディション 2023 SPRING」 アンバサダー（2023年5月5日 - ）[69]

### イベント
- GirlsAward 2019 AUTUMN/WINTER（2019年9月28日、幕張メッセ）[70]

## 書籍

### 写真集
- 1st 写真集『いろどり』（2024年4月17日、ワニブックス） 撮影:魵澤和之 ISBN 978-4-8470-8545-1[71]

### 電子書籍
- デジタルフォトブック その日のあやなん（2023年1月25日、小学館）撮影:岡本武志

### カレンダー
- （卓上）AKB48 篠崎彩奈 カレンダー 2014年（2013年12月6日、ハゴロモ）
- クリアファイル付（卓上）AKB48 篠崎彩奈 カレンダー 2015年（2014年12月13日、ハゴロモ）